# Карпатський рейд радянських партизан
«Карпатський рейд» — 100-денний (з 12 червня по 21 жовтня 1943 року) 2000-кілометровий рейд Сумського партизанського з'єднання, у складі Путивльського диверсійного загону НКВС СРСР, груп білоруських партизан, під проводом Сидора Артемовича Ковпака з Білорусі у Карпати по території окупованої Правобережної України. Був затверджений ЦК ВКП(б) і Державним комітетом оборони СРСР. Перед з'єднанням ставилося завдання вийти рейдом на територію Чернівецької області для здійснення там диверсій на нафтопроводах і комунікаціях противника, організації партизанського руху, а також вивчення можливостей ведення партизанської боротьби на території Польщі, Чехословаччини, Угорщини та Румунії. З'єднання (усього 4 батальйони, в їхньому складі було понад 1900 бійців, які мали на озброєнні, окрім гвинтівок, автоматів і пістолетів, також гармати, міномети й станкові кулемети) вийшло в рейд з білоруського села Мілашевичі. Під час просування до заданого району відбулося кілька сутичок з ворогом — з охороною залізничних переїздів біля населених пунктів Томашгород, Рокитне, Борове. 24–25 червня при форсуванні Горинь між селами Корчин і Звіздівка Костопільського району Рівненської області авангард з'єднання зіткнувся з бійцями Української повстанської армії, які намагалися зашкодити переправі. Після переговорів, ініційованих комісаром з'єднання Семеном Руднєвим, справу було полагоджено і бійці УПА без бою пропустили партизанів.

## Бойові дії
У ніч з 6 на 7 липня з'єднання перетнуло кордон між рейхкомісаріатом «Україна» і дистриктом «Галичина», що входив до складу Генеральної губернії, і розгорнуло активні бойові дії. Було здійснено низку гучних диверсій на залізничних і шосейних комунікаціях, підірвано кілька ешелонів і зруйновано 4 мости, це на тривалий час зупинило рух на залізниці Тернопіль–Проскурів (нині м. Хмельницький), яка мала стратегічне значення. Німецька адміністрація одразу ж вдалася до рішучих дій. Напад на загони з'єднання було вчинено на схід від Скалата. Партизани розгромили противника і услід за цим захопили містечко, де до їхніх рук потрапили трофеї — продовольство та майно. У ніч з 12 на 13 липня Шалигінський загін з'єднання раптовим ударом вибив німців із села Раштовці. Після цього гітлерівці почали застосовувати проти партизанів авіацію. 15 липня з'єднання було блоковане майже 3 тис. німецьких солдатів у лісі поблизу села Седлиска. Після того, як партизанам вдалося вирватись із оточення, вони рушили в напрямку гір. Упродовж 18–19 липня в районах населених пунктів Солотвин, Росульна, Манява відбулося кілька боїв, після чого з'єднання увійшло в Карпати. Гітлерівці перекинули у цей район додаткові сили і заблокували партизанів у горах, а невдовзі почали піддавати їх безупинним ударам авіації. Спроби вирватися з оточення не мали успіху, з'єднання виявилося непідготовленим до ведення ефективних бойових дій у гірській місцевості. За цих обставин партизанське командування наказало знищити гармати, міномети й станкові кулемети, а на верхових коней покласти вантаж і поранених. Після цього партизани атакували німців там, де ті цього менше всього могли чекати, а саме в районі Делятина (тут був розташований німецький штаб з керівництва операцією). Рано вранці 4 серпня майже 1,5 тис. партизанів 3 ударними колонами кинулися з гір у долину Делятина і зненацька заскочили там німецький гарнізон. Партизани пройшли через усе місто, і лише на виході їхній авангард на чолі з С.Руднєвим зіткнувся з колоною німців на автомашинах (до 1 тис. вояків), що прибула з Коломиї. Аби дати змогу основним силам партизанів вийти з міста, С.Руднєв з кількома десятками бійців вступив у зустрічний бій з ворогом. З'єднання вирвалося з міста, але знову змушене було відійти в гори. С.Руднєв і його загін загинули. 5 серпня на нараді командирів і комісарів було ухвалено рішення розділити з'єднання на 6 бойових груп і кожній з них самостійно піти на прорив, а потім тим, хто прорветься, знову зустрітися в обумовленому місці й продовжити бойові дії в Прикарпатті. Німці, які не чекали повторної атаки, не зуміли перешкодити партизанам вирватися з оточення, хоча й кинулися їх переслідувати. Тим часом втрата важкої зброї, боєприпасів і фізична втома не дали змоги з'єднанню продовжити боротьбу в Карпатах. Тоді групами (великими і малими) і по одному партизани рушили на Полісся. Між 23 і 27 вересня в районі м. Городниця зустрілися групи С.Ковпака, Петра Вершигори і М.Павловського, всього понад 600 бійців, а наприкінці цього ж місяця вони вийшли в район свого постійного базування на Поліссі.

## Оцінка
Рейд у Карпати, який тривав майже 100 днів, був розцінений ЦК КП(б)У і Українським штабом партизанського руху «найблискучішим рейдом із всіх рейдів, які здійснювалися партизанами України». Партизани пройшли 4 тис. км по окупованій території, в боях і диверсіях підбили 2 літаки, 4 танки, 5 гармат, спалили 333 автомашини, зруйнували 40 нафтових веж, 13 нафтосховищ, 3 нафтопереробні заводи, підірвали 19 ешелонів, 47 залізничних і шосейних мостів довжиною 3,6 тис. погонних метрів. Загони з'єднання знищили близько 3,5 тис. ворожих солдатів і офіцерів. Власні втрати партизанів вбитими і зниклими безвісти сягали 600 осіб.
Разом з тим рейд засвідчив, що план його проведення був украй ризикованим, оскільки його ініціатори і розробники — ЦК КП(б)У і УШПР — у поспіху, — аби догодити наполяганням Москви, — не врахували чимало важливих обставин проведення бойових партизанських операцій у Карпатах. Насамперед, що українське населення Карпат не надасть бажаної підтримки партизанам і що гармати та міномети у гірських умовах зашкодять їхнім (партизанів) діям.
У грудні 1943 року Сумське партизанське з'єднання було перейменовано у Першу Українську партизанську дивізію ім. двічі Героя Радянського Союзу С. А. Ковпака, яка під командуванням П. П. Вершигори здійснила у 1944 році рейд у Польщу та Німанський рейд. 3 липня 1944 року дивізія з'єдналася з частинами Червоної Армії у районі Барановичів та була розформована.